# Aiken Cura
Aiken Cura (* 4. November 1995; † 17. Februar 2007) war ein argentinisches Polopferd. Er stammte mütterlicherseits von Lady Nun ab, sein Vater war Alma de Bacan.

## Leistungen
Der braune Hengst stammt aus der Zucht von Ricardo S. Santamarina. Als er fünf Jahre alt war, wurde er an Salvador Socas verkauft, zwei Jahre später verkaufte dieser ihn an seinen Halbbruder Adolfo Cambiaso, einen argentinischen Polospieler.
2004 spielte Cambiaso das Pferd das erste Mal in den Argentine Open. 2005 wurde er in allen drei großen Open (Tortugas Open, Hurlingham Open und Argentine Open) eingesetzt, jeweils für zwei bis drei Chukka.
Für seine Leistungen erhielt er anschließend mehrere Auszeichnungen, unter anderem den Lady Susan Townley Cup und den Preis der AACCP (Verband der argentinischen Züchter von Polopferden), jeweils als „Bestes Pferd der Argentine Open“ und einen Preis der La Sociedad Rural Argentina. Aiken Cura ist der erste Hengst, der diese Auszeichnungen erhielt und das erste Pferd, das alle drei Preise auf einmal bekam.
2006 ging er wieder in den Argentine Open, als er sich im letzten Extra-Chukka das linke Vorderbein brach. Trotz aller Bemühungen, das Tier zu retten (Amputation des Fußes, Prothese), musste es aufgrund von Komplikationen am 17. Februar 2007 eingeschläfert werden.

## Zucht
Cambiaso ließ Hautzellen von Aiken Cura einfrieren. Diese wurden 2009 erfolgreich zum Klonen benutzt.